# Ametralladora Tipo 67
La Tipo 67 es una ametralladora de propósito general que dispara el cartucho 7,62 x 54 R y es empleada por el Ejército Popular de Liberación chino. Fue reemplazada en servicio por la Tipo 80, que es la versión china de la ametralladora PK.

## Historia y desarrollo
La Tipo 67 fue desarrollada como un reemplazo ligero de las ametralladoras medias Tipo 53 (SG-43) y Tipo 57 (SGM) de 7,62 mm.
Según un análisis del Comando de Pertrechos del Ejército de los Estados Unidos, la Tipo 67 empleada el sistema de gatillo de la DP, el cañón de cambio rápido de la SG-43, un regulador de gas similar al de la RPD, el mecanismo de cerrojo de la ZB vz. 30 y un mecanismo de alimentación tipo Maxim modificado.
Desde su introducción en 1967, la Tipo 67 ha tenido dos modelos modificados y mejorados, siendo designados como Tipo 67-1 y  Tipo 67-2.

### Variantes extranjeras
- BD14 : Las Fábricas de Armamento de Bangladés producen la BD14, una variante más avanzada de la Tipo 67.

## Usuarios
- Bangladés
- China
- Corea del Norte
- Vietnam del Norte: Fue empleada por el Vietcong y el Ejército norvietnamita.[1]